# فاکس‌ترات
فاکس‌ترات (انگلیسی: Foxtrot) نوعی رقص مترقی و نَرم با حرکات روان پیوسته است که معمولاً با موسیقی آوازی گروه‌های بزرگ اجرا می‌شد. این رقص به لحاظ فرم شبیه والس است با این تفاوت که ریتم آن به جای ۳/۴، ۴/۴ است.
فاکسترات در دههٔ ۱۹۱۰ رواج یافت، در دههٔ ۱۹۳۰ به اوج محبوبیت رسید و همچنان به حیات خود ادامه می‌دهد.